# Grand charançon du pin
Hylobius abietis
Espèce
Le grand charançon du pin, Hylobius abietis, (du grec « hylos », résine et « bio », vie, « qui vit dans la résine du pin »), appelé aussi hylobe du pin, est une espèce d'insectes coléoptères qui est le principal ravageur des jeunes plantations de résineux.
Les larves se développent dans les souches des arbres fraîchement abattus et les adultes issus de ces souches se nourrissent des jeunes arbres replantés dans des zones voisines. Ses morsures dans l'écorce d'un plant, si elles sont nombreuses et entourent la tige (morsures dites coalescentes), peuvent entraîner la mort de celui-ci, par interruption de la circulation de la sève. Les dégâts se produisent à deux périodes de l'année :  printemps et automne.

## Description
L'adulte mesure 10 à 13 mm de long. Il est brun foncé, orné de taches jaunes ou brun clair placées en rangées irrégulières. 

Les pattes sont noires ou rouge foncé, avec un éperon caractéristique sur le fémur. 

## Biologie
En France il est présent sur tout le territoire avec adultes potentiellement visibles toute l'année. 
Dans le Nord-Est et sous 800 m d’altitude, son cycle est de 2 ans. Ailleurs il est bouclé en un an. 
Les femelles pondent au printemps, plutôt dans les grosses racines de souches fraîchement exploitées, probablement attirées par l'odeur de résine. Les coupes rases peuvent en attirer de grandes quantités. 
L’adulte émergera en été (cycle d'un an) ou durant l’été de l’année suivante.

## Lutte chimique
Un pesticide insecticide, le Forester a été développé pour lutter contre cet insecte. C'est une (« émulsion aqueuse (EW) à base de cyperméthrine (pureté minimale 92 %) à 100 g/L, appliquée en bouillie pulvérisée à la base des tiges et troncs de pins »). Il est produit par société Agriphar SA et a été autorisée au Royaume-Uni (n° MAPP 13164) puis proposé en France en 2008.
Plusieurs modes de traitement existent : trempage des plants dans un bain de pesticide avant plantation ;  application en avril-mai et août-septembre par pulvérisation de bouillie insecticide, plant par plant après plantation (avec un pulvérisateur à dos).
Ce pesticide a aussi été autorisé par dérogation en France pour protéger les conifères tombés lors de chablis de tempête, ainsi que sur les grumes de bois avant exportation (il devait être interdit en France à partir d'avril 2016 au profit d'une fumigation et de l'écorçage des troncs, interdiction repoussée à juin) ; 
En 2015 un avis de l’ANSES a recommandé de faire cesser cette pratique, ce produit écotoxique, nocif par ingestion, irritant pour la peau et à fort potentiel de sensibilisation cutanée est difficilement utilisable dans de bonnes conditions en forêt. 

En juin 2015 le ministère a notifié aux opérateurs une restriction des conditions d’usage du produit dont l'usage ne permettra plus une « utilisation pour la certification à l’exportation », le ministère recommandant des alternatives aux solutions chimiques telles que l'écorçage (mal accepté par les exploitants forestiers et vendeurs de bois à l'export et par plusieurs syndicats en dépit du soutien de la FNB (Fédération nationale du bois) à cette mesure), le trempage ou le traitement thermique. 

En 2016 une note ministérielle le ministère a précisé ces alternatives tout en accordant un dernier délai supplémentaire de 3 mois pour aider les opérateurs à s’adapter (notamment aux traitements thermiques). le 1er avril 2016, de nouvelles normes phytosanitaires ont été publiées pour le bois destinés à l'exportation : le "Profume" doit être utilisé pour la fumigation et l'écorçage devient obligatoire pour les grumes de hêtre et chêne.

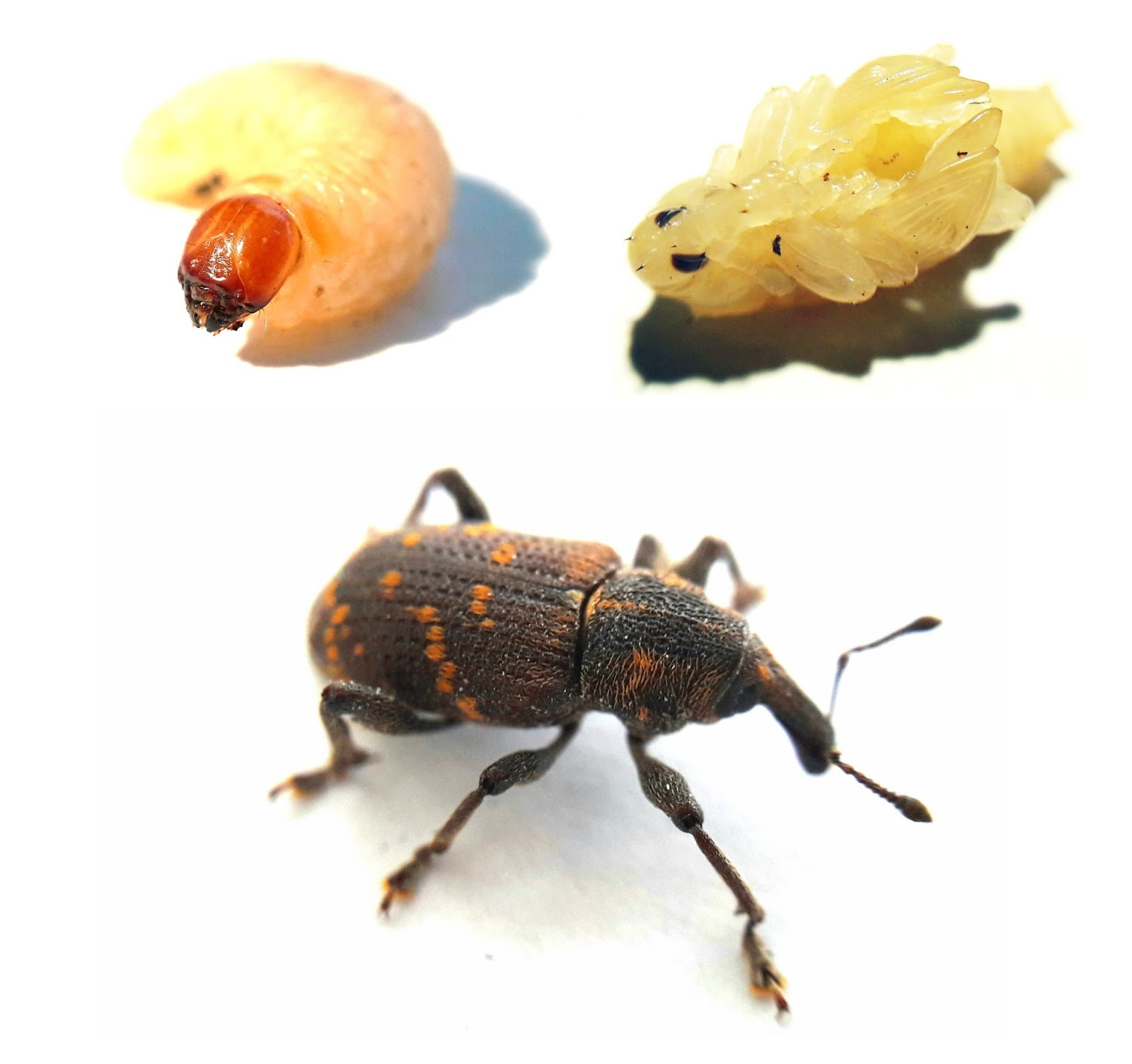
Stades de développement du grand charançon du pin